# Al-Najma Sports Club
Pour les articles homonymes, voir Al Najma.
Maillots
Actualités
Dernière mise à jour : 19 août 2025.
Le Al-Najma Sport Club (en arabe : نادي النجمة الرياضي) est un club de football saoudien fondé en 1960 et situé à Unaizah, dans la province d'Al Qasim.
Pour la saison 2025-2026, il est promu en Saudi Pro League, 22 ans après sa dernière participation à la première division saoudienne.

## Palmarès
Le Al-Najma Sport Club compte à son palmarès deux championnats d'Arabie saoudite de deuxième division et trois championnats de troisième division. En revanche, il n'a jamais remporté de compétition majeure en Arabie saoudite. 

### Palmarès et meilleures performances
Le tableau suivant liste le palmarès et les meilleures performances du Al-Najma Sport Club, actualisé au 18 mai 2025, dans les différentes compétitions officielles au niveau national. Il ne prend pas en compte les compétitions saisonnières et amicales disputées par le club.
Palmarès et meilleures performances du Al-Najma Sport Club en compétitions officielles
| Compétitions nationales |
| --- |
| Compétitions actuelles - Championnat d'Arabie saoudite : - Troisième : 1998. - Championnat d'Arabie saoudite de deuxième division (2) : - Champion : 1990 et 1994. - Vice-champion : 1992 et 2025. - Championnat d'Arabie saoudite de troisième division (3) : - Champion : 1988, 2010 et 2023. - Finaliste : 1977 et 2012. - Coupe du Roi d'Arabie saoudite de football : - Meilleure performance : huitième de finaliste en 2024 et 2025. Compétitions disparues - Coupe d'Arabie saoudite : - Meilleure performance : demi-finaliste en 1999. |

### Bilan saison par saison (depuis 2020)
| Saison    | Championnat      | Championnat | Coupe du Roi d'Arabie saoudite |
| Saison    | Division         | Position    | Coupe du Roi d'Arabie saoudite |
| --------- | ---------------- | ----------- | ------------------------------ |
| 2020-2021 | Division 3       | 6e          | -                              |
| 2021-2022 | Division 3       | 3e          | -                              |
| 2022-2023 | Division 3       | 1er         | -                              |
| 2023-2024 | Division 2       | 9e          | 1/8 de finale                  |
| 2024-2025 | Division 2       | 2e          | 1/8 de finale                  |
| 2025-2026 | Saudi Pro League | En cours    | En cours                       |

Légende :
champion/vainqueurpromubarragisterelégué

## Personnalités du club

### Effectif professionnel actuel
Le poste d'entraîneur de l'équipe du Al-Najma Sports Club est occupé par Mário Silva depuis juillet 2024.
Le premier tableau liste l'effectif professionnel du Al-Najma Sports Club pour la saison 2025-2026. Le second recense l'encadrement technique lors de cette même saison.